# If I Only Had Time
"If I Only Had Time" is een nummer van de Nieuw-Zeelandse zanger John Rowles uit 1968.

## Achtergrond
De ballad is gebaseerd op het Franstalige lied "Je n'aurai pas le temps" van Michel Fugain, geschreven door Fugain en Pierre Delanoë, uit 1967. Bij deze muziek is door Jack Fishman een Engelstalige tekst geschreven, losjes gebaseerd op de Franstalige tekst.
Het was Rowles' eerste single en hij behaalde er in het Verenigd Koninkrijk een derde positie mee in de hitlijsten. In de Nederlandse Top 40 behaalde het de tweede positie. Ook in Vlaanderen en Rowles' thuisland Nieuw-Zeeland werd de tweede plek behaald. In 1988 werd de single nogmaals uitgebracht, ditmaal zonder hitsucces.

## NPO Radio 2 Top 2000
| Nummer met noteringen in de NPO Radio 2 Top 2000 | '99  | '00-'01 | '02  |
| ------------------------------------------------ | ---- | ------- | ---- |
| If I Only Had Time                               | 1484 | -       | 1953 |

1. ↑  Een '-' betekent dat het nummer niet was genoteerd en een vetgedrukt getal geeft de hoogste notering aan.
2. ↑  Deze tabel is bijgewerkt tot en met de laatste editie (2024).